# Ligne Tōkyū Ikegami
La ligne Tōkyū Ikegami (東急池上線, Tōkyū Ikegami-sen) est une ligne ferroviaire de la compagnie privée Tōkyū à Tokyo au Japon. Elle relie la gare de Gotanda au nord à celle de Kamata au sud. Cette ligne passe par le quartier d'Ikegami (temple de Honmon-ji), lui donnant ainsi son nom.

## Histoire
La ligne a été inaugurée le 6 octobre 1922 entre les gares de Kamata et Ikegami (1,8 km). Elle est ensuite prolongée en plusieurs étapes :
- En mai 1923, d'Ikegami à Yukigaya (3,7 km).
- En août 1927, de Yukigaya à Kirigaya (4,7 km).
- En septembre 1927, de Kirigaya à Ōsakihirokōji (0,6 km).
- En juin 1928, d'Ōsakihirokōji à Gotanda (0,3 km), ce qui termine la ligne.

## Caractéristiques

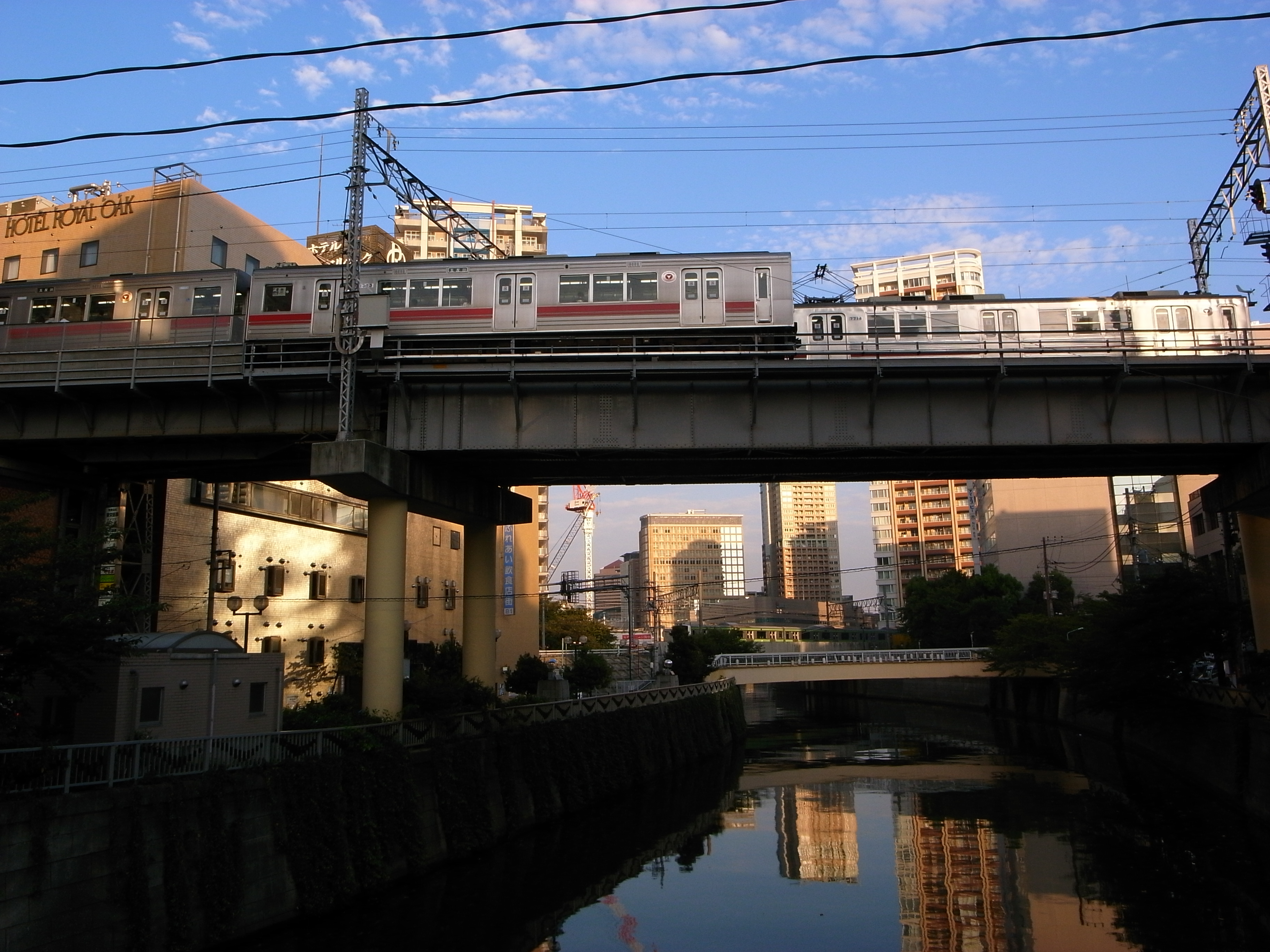
La ligne traversant la rivière Meguro à Gotanda.

### Ligne
- Longueur : 10,8 km
- Ecartement : 1 067 mm
- Alimentation : 1 500 Vcc par caténaire

### Liste des gares
La ligne comporte 15 gares, identifiées de IK01 à IK15.
| Numéro | Gare            | Nom japonais | Distance (km) | Correspondances                          | Arrondissement |
| ------ | --------------- | ------------ | ------------- | ---------------------------------------- | -------------- |
| IK01   | Gotanda         | 五反田       | 0,0           | JR East : Yamanote Toei : Asakusa        | Shinagawa      |
| IK02   | Ōsakihirokōji   | 大崎広小路   | 0,3           |                                          | Shinagawa      |
| IK03   | Togoshi-ginza   | 戸越銀座     | 1,4           | Toei : Asakusa (à Togoshi)               | Shinagawa      |
| IK04   | Ebara-nakanobu  | 荏原中延     | 2,2           |                                          | Shinagawa      |
| IK05   | Hatanodai       | 旗の台       | 3,1           | Tōkyū : Ōimachi                          | Shinagawa      |
| IK06   | Nagahara        | 長原         | 3,7           |                                          | Ōta            |
| IK07   | Senzoku-ike     | 洗足池       | 4,3           |                                          | Ōta            |
| IK08   | Ishikawa-dai    | 石川台       | 4,9           |                                          | Ōta            |
| IK09   | Yukigaya-ōtsuka | 雪が谷大塚   | 5,6           |                                          | Ōta            |
| IK10   | Ontakesan       | 御嶽山       | 6,4           |                                          | Ōta            |
| IK11   | Kugahara        | 久が原       | 7,1           |                                          | Ōta            |
| IK12   | Chidorichō      | 千鳥町       | 8,0           |                                          | Ōta            |
| IK13   | Ikegami         | 池上         | 9,1           |                                          | Ōta            |
| IK14   | Hasunuma        | 蓮沼         | 10,2          |                                          | Ōta            |
| IK15   | Kamata          | 蒲田駅       | 10,8          | Tōkyū : Tamagawa JR East : Keihin-Tōhoku | Ōta            |

## Matériel roulant

### Actuel
La ligne Ikegami est parcourue par les modèles de trains suivant :

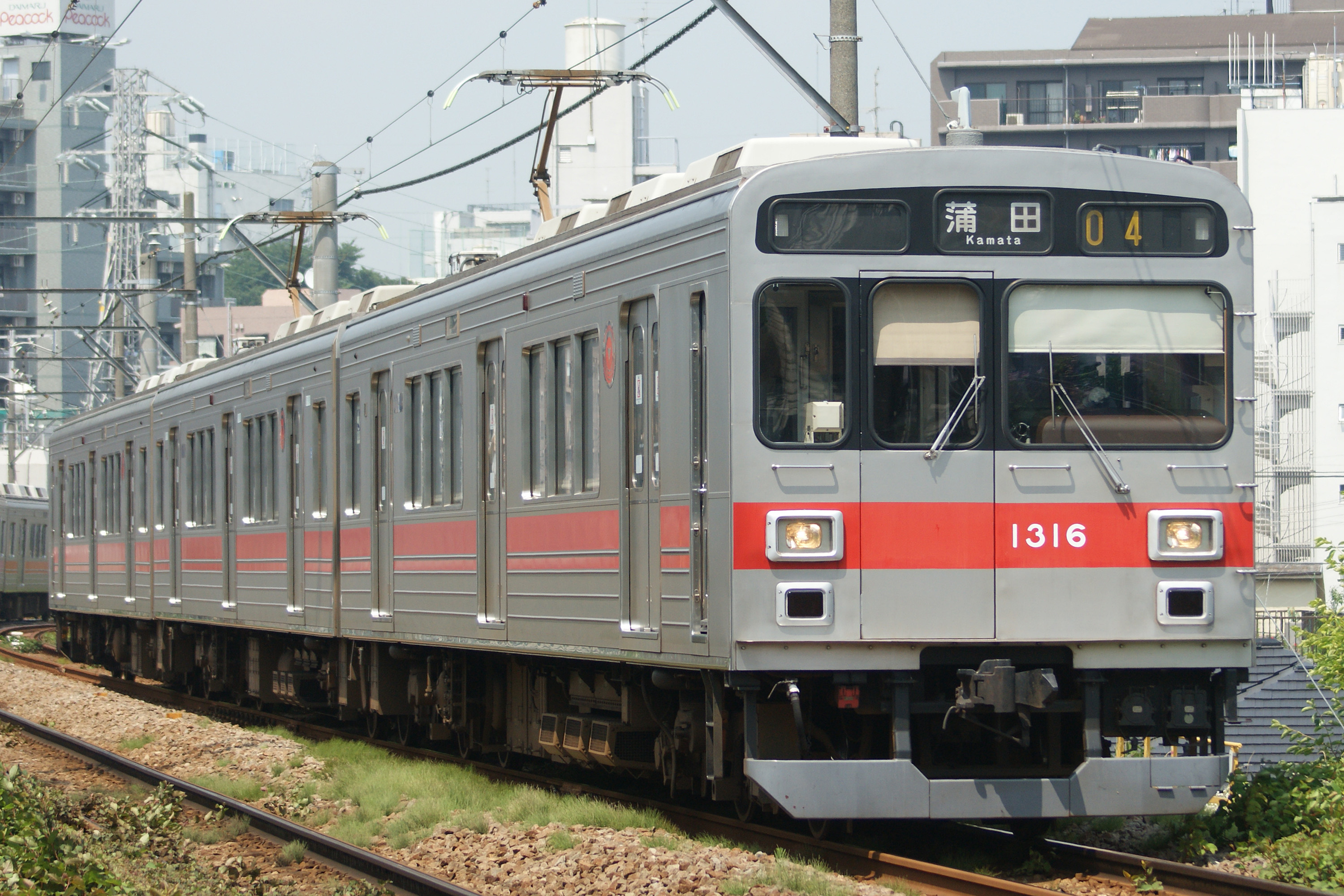
Série 1000
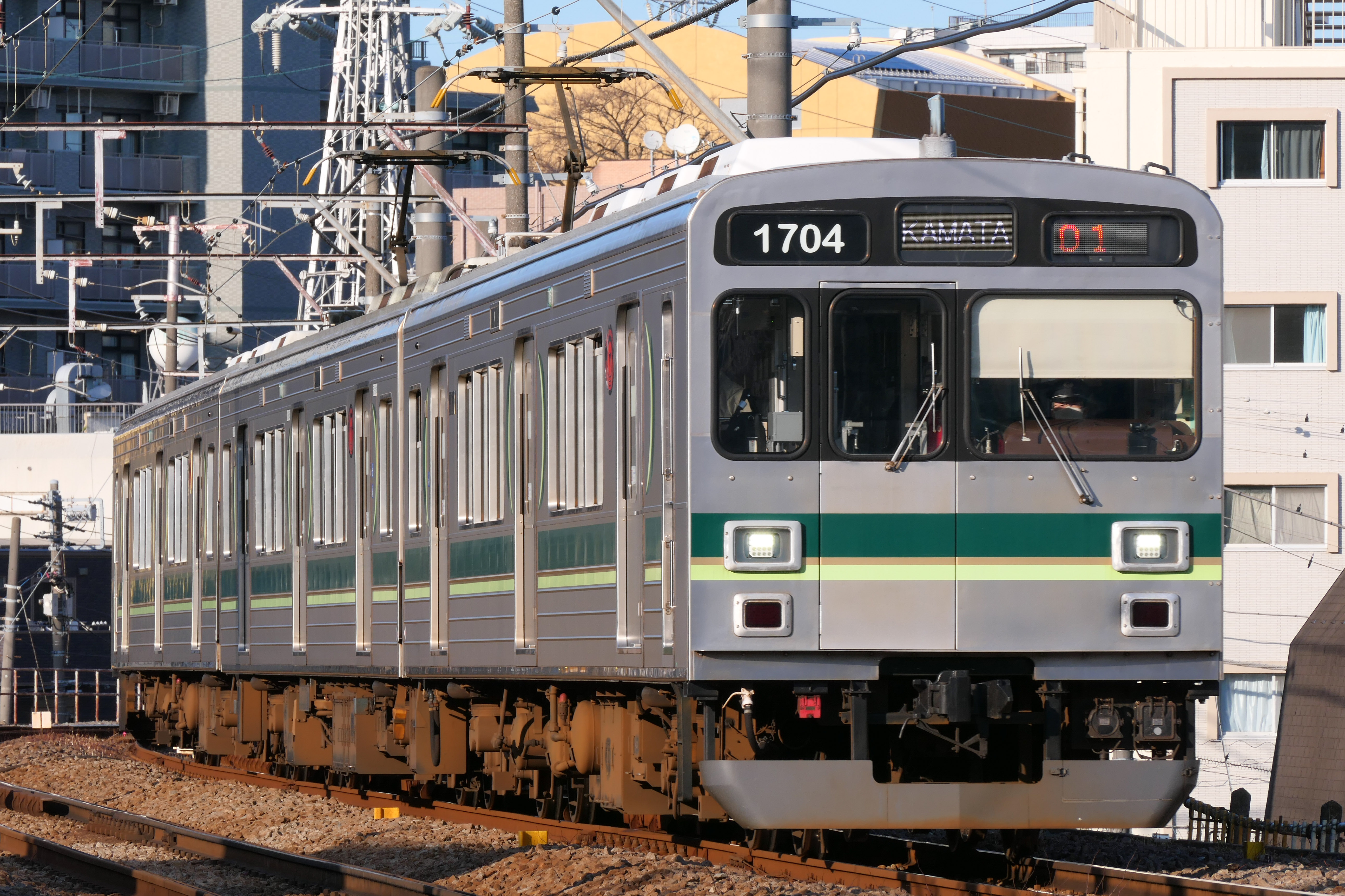
Série 1000-1500
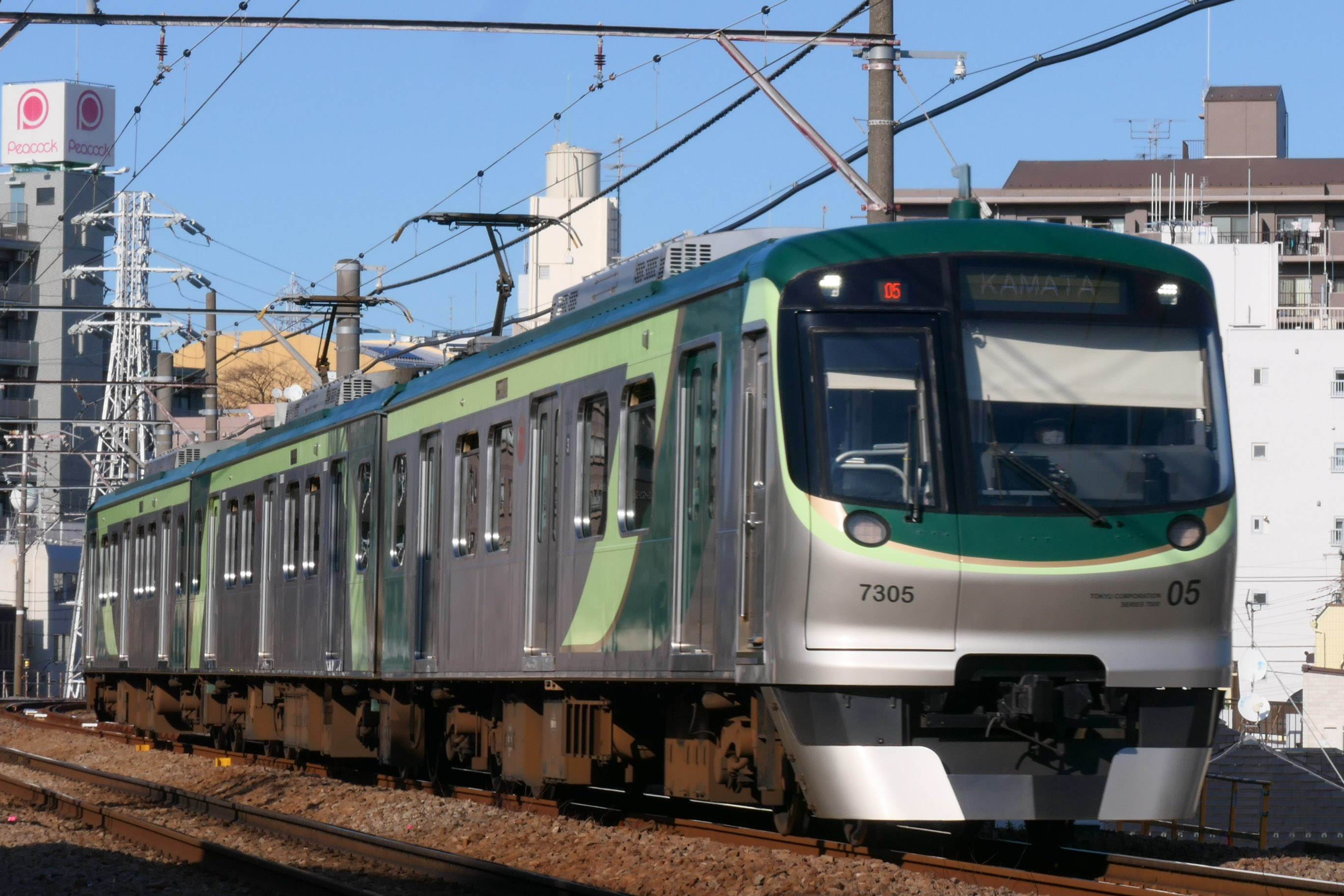
Série 7000

### Ancien

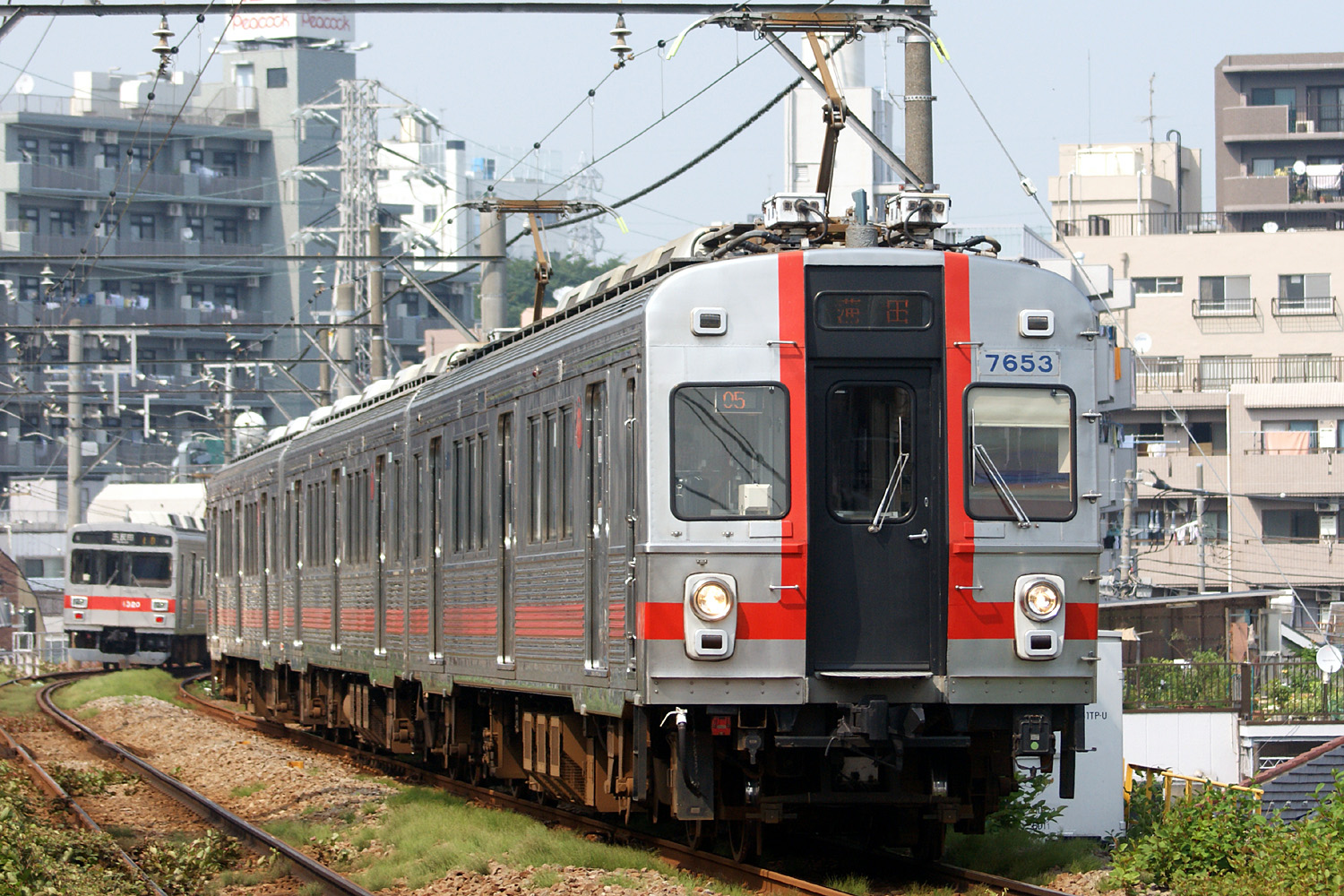
Série 7600
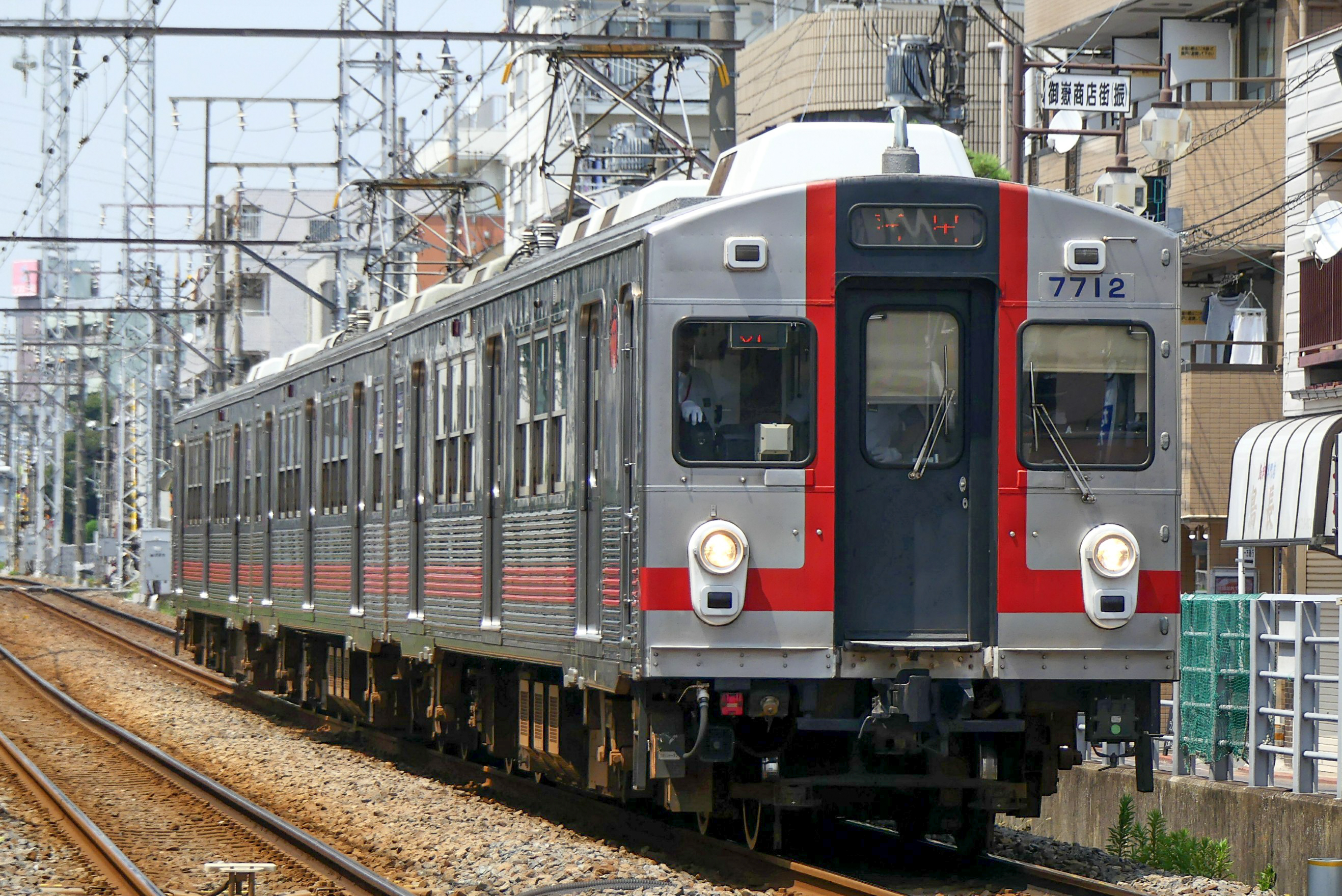
Série 7700